# 이진 FC
이진 FC(Yeezin FC)는 부탄 슈퍼리그와 부탄 프리미어리그에서 활동했던 부탄의 과거 축구단으로 부탄 프리미어리그 초대 챔피언이자 부탄 슈퍼리그 4회 우승팀이었다.

## 역사
2002년 창단 이후 부탄 슈퍼리그에서는 무려 4차례 정상에 올랐고 2012-13 시즌에 창설된 부탄 프리미어리그에서도 초대 챔피언 자리에 올랐으며 AFC 챌린지리그에는 4번 출전했으나 4번의 대회에서 통산 16전 전패의 처참한 성적만을 남긴 채 2016년 해체 수순을 밟았다.

## 우승 기록
- 부탄 프리미어리그 : 우승 (2012–13)
- 부탄 슈퍼리그 : 우승 (2008, 2010, 2011, 2013), 준우승 (2009)